# Palais Kaulbars
Le palais Kaulbars (estonien : Kaulbarsi palee) est un palais construit sur la colline de Toompea à Tallinn en Estonie.

## Présentation
Le palais Kaulbars a été conçu par Carl Ludvig Engel, qui a travaillé comme architecte de Tallinn entre 1808 et 1814.
Le bâtiment a été achevé en 1814 et a un style néoclassique, différent de l'architecture gothique dominante de Tallinn.
Comme le bâtiment principal de l'Université de Tartu, la façade arrière du palais Kaulbars est soutenue par des colonnes ioniques.
Le palais Kaulbars a deux étages à l'avant et trois étages à l'arrière.
Le bâtiment est reconnu comme monument architectural depuis 1996.
Il abrite depuis 2004 le bureau du chancelier de justice de la république d'Estonie.

## Histoire

### Propriétaires
Le bâtiment a été conçu et construit par Reinhold August von Kaulbars (1767-1846), officier militaire de l'Empire russe, conseiller régional, propriétaire du château de Mödders et du manoir de Rägavere (et), dont le père Hermann von Kaulbars avait été l'entrepreneur de la construction du château de Toompea.
L'édifice a changé plusieurs fois de propriétaire.
À partir de 1850, le propriétaire du bâtiment était le lieutenant Alexander von Benckendorff.
Depuis lors, les armoiries de la famille Benckendorff se trouvent sur la porte d'entrée de l'aile droite du bâtiment.
À partir de 1871, le bâtiment appartenait à Vera von Stenbock et, de 1899 à 1904, à la propriétaire du manoir de Kose-Uuemõisa, la baronne Natalie von Uexküll.
Après l'indépendance de l'Estonie, le bâtiment fut cédé à l'État estonien le 18 février 1922, puis le bâtiment fut occupé par des agences gouvernementales estoniennes, et plusieurs ministères l'ont occupé.
Jusqu'en 1927, le ministère du Commerce et de l'Industrie était situé dans le bâtiment.
Par décision du Gouvernement de la République du 5 janvier 1927, les biens immobiliers de l'État à Tallinn, Toompea dans le premier district hypothécaire n°. 38 (ordonnance du tribunal n° 8) passent du ministère du Commerce et de l'Industrie au ministère des Finances et à partir de 1935 au ministère de l'Économie et pendant la période soviétique au ministère des Finances de la RSS d'Estonie.

### Architecture
L'auteur du projet du bâtiment érigé dans le style classique était l'architecte de la ville de Tallinn Carl Ludvig Engel (1778-1840). Ce bâtiment fut la première œuvre d'Engel à Tallinn.
Le maître d'œuvre et architecte local Carl Johann Jännichen a conçu l'aile ouest du bâtiment en 1811, sur la base de l'exemple de l'aile orientale conçue par Engel. Cette aile a ensuite été achevée dans le cadre d'un procès avec H.H. von Tiesenhausen, le propriétaire du lot voisin.
La maison a été achevée en 1814 et aucun bâtiment n'avait été construit sur le terrain adjacent en 1832.
La façade de la maison de la rue Kohtu tänav est à deux étages et la façade arrière de la rue Pikk jalg est à trois étages. Le bâtiment présente une forme dite de cour d'honneur française côté façade. La façade arrière du bâtiment de deux étages avec un toit en planches face à la pente de Pikk jalg est de trois étages. La surface de façade allongée de ce rez-de-chaussée est de style bugnato, coupée par des ouvertures de fenêtres à clé de voûte. Au centre de la façade se trouve un portique avec six colonnes ioniques et un fronton triangulaire adossé à une surface murale légèrement en retrait.
La façade principale du côté de la rue Kohtu tänav, entre les bâtiments des ailes, 
est plus riche en détails.
Les avant-toits et les frontons des deux façades sont bordés par une corniche dentelées la surface entre les étages est décorée de reliefs en stuc sur la largeur des fenêtres avec des ornements d'acanthes. Le plan de base du bâtiment et la disposition en amphithéâtre des pièces correspondent à la demande classique de symétrie, en certains endroits il a été modifié avec des cloisons ultérieures, mais l'amphithéâtre original s'ouvrant sur cinq salles à l'étage a été restauré.
Le fronton de la façade porte la devise latine « Parentum voto ac favore », c'est-à-dire « Avec les bons vœux et la faveur des ancêtres ».

### Décoration intérieure
Sur le socle se trouve une cheminée classique du XIXe siècle en marbre noir avec une grille en fer forgé, l'année et l'auteur sont inconnus. Lors de la reconstruction du vestibule et du sous-sol du bâtiment de 1938, le foyer a été déplacé de son emplacement d'origine et placé devant le nouveau poêle. Le manteau de cheminée profilé repose sur le cadre de cheminée richement décoré.
Un marbre blanc du XIXe siècle avec des sculptures, des carreaux et une cheminée en laiton (dimensions : hauteur d'environ 113 cm, largeur d'environ 145 cm) a été conservé dans le bureau du chancelier au premier étage et se trouve probablement à son emplacement d'origine. Une cheminée profilée simple, légèrement en saillie, repose sur une cheminée à ornement sculpté de têtes de satyres, de grappes de raisin et de feuilles.

## Galerie

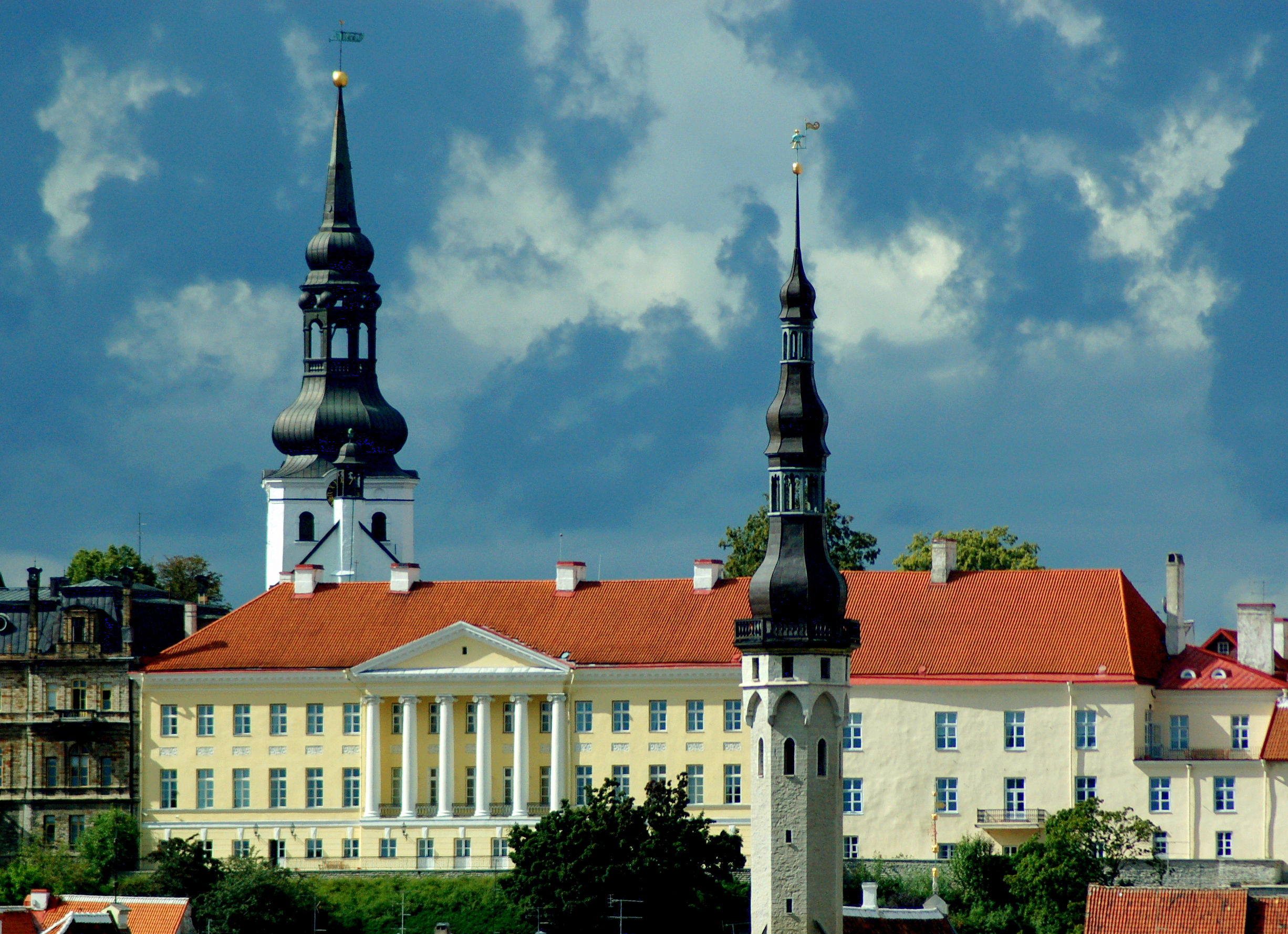
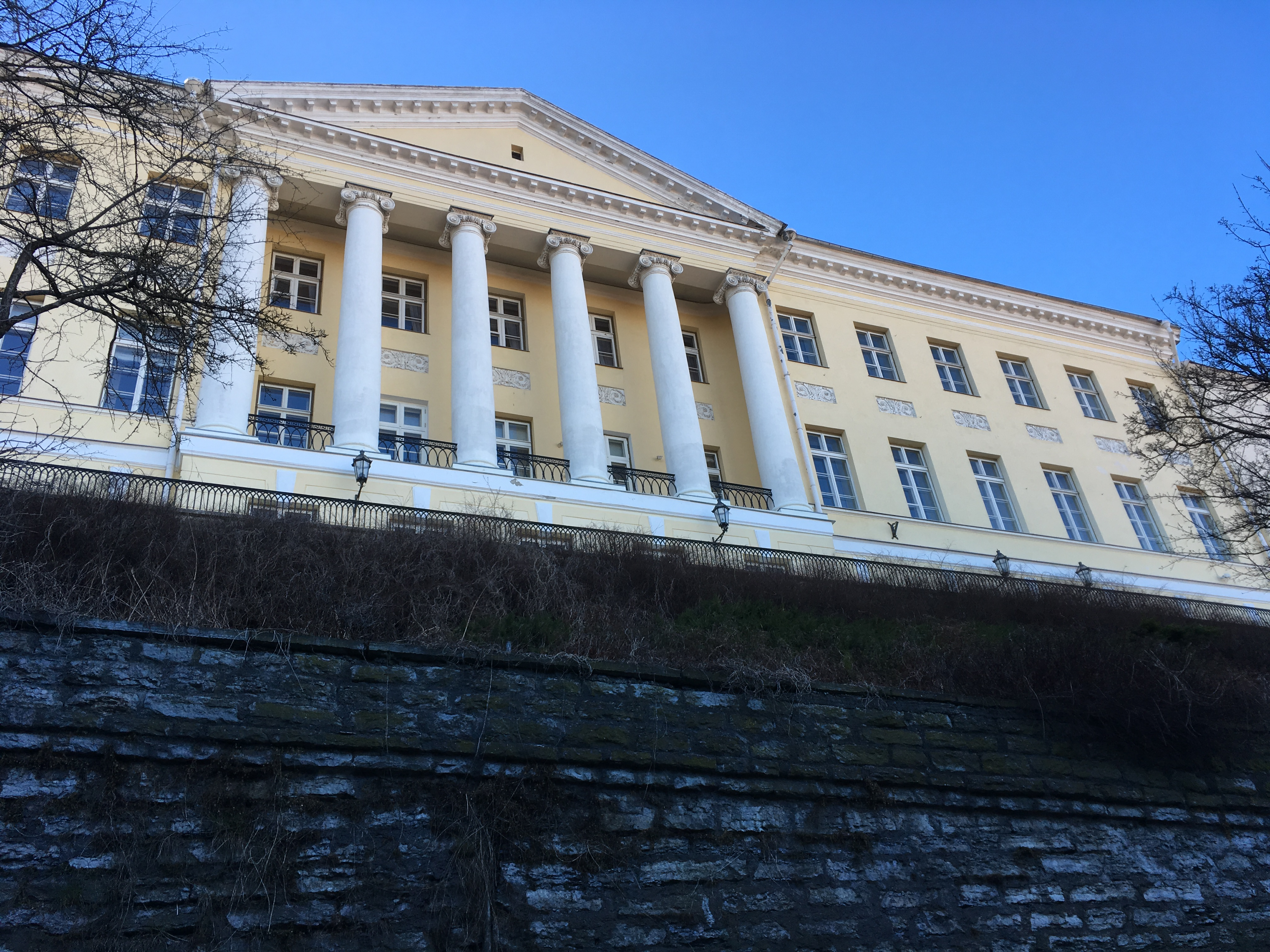
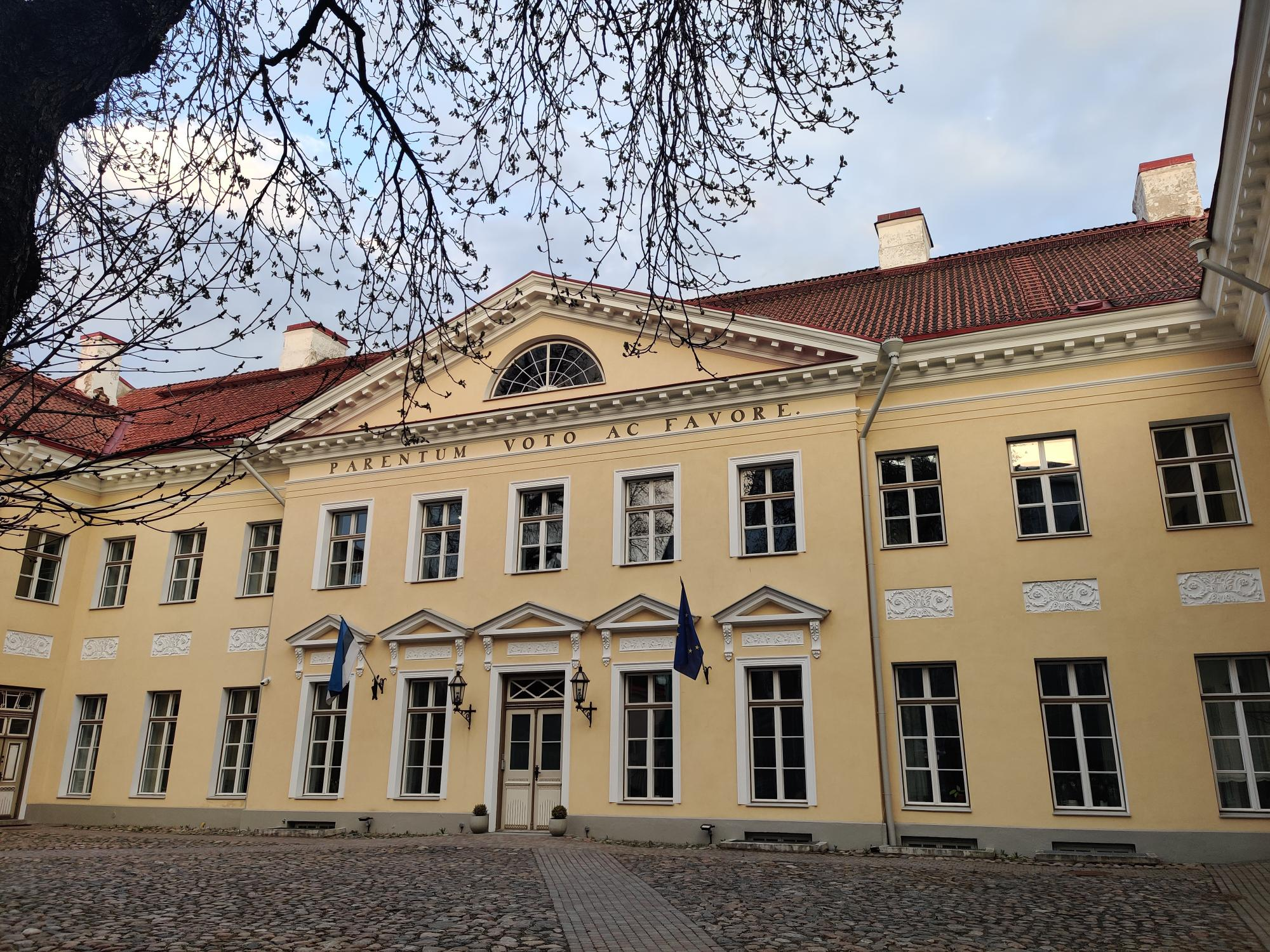